# Paolo Isnardi
Paolo Isnardi (c. 1536 – 5 mai 1596) est un chef de chœur et compositeur italien de la fin de la Renaissance.

## Biographie
Isnardi a été musicalement éduqué par Francesco Manara à la cathédrale de Ferrare. Bien qu'il ait passé la majeure partie de sa vie à Ferrare, il a  cependant séjourné quelque temps à Venise et Mantoue entre les années 1560 et 1570. Il a été marié à la sœur du poète Annibale Pocaterra.  Il est probable qu'il ait reçu un certain soutien de Guillaume de Mantoue. C’est en 1560 que son premier ouvrage, Primo libro di madrigali, a été imprimé. En 1573, sur la recommandation de Luigi d’Este, un autre protecteur, il succède à Francesco dalla Viola comme maître de chapelle à la cathédrale de Ferrare. 1572 a vu la publication de ce qui est probablement son œuvre la plus connue, Lamentationes Hieremiae prophetae. L'année suivante, il a publié l’œuvre intitulée Missae quatuor vocum. En dehors de ses fonctions à la cathédrale, il était également actif à la cour du duc de Ferrare en tant que directeur de musique. Comme sa musique était jugée non conformiste, il lui  a été interdit de l'exécuter à la cathédrale de Ferrare à moins d’une permission explicite. Ceci ne semble pas avoir affecté son emploi, ni la publication de ses autres œuvres, comme Il lauro secco (1582), Il lauro verde (1583), une autre série de lamentations, Lamentationes et benedictus, (1584) et Giardino de ferraresi de musici en 1591.
Il est resté maître de chapelle à Ferrare jusqu'à sa mort en 1596.

## Style
Isnardi a écrit plusieurs lamentations, des madrigaux, des messes et des psaumes. Ceux-ci ont été publiés entre 1561 et 1598. Sa technique musicale est principalement celle de la parodie, bien que cette technique soit notamment absente de sa Messe pour deux chœurs. Il est considéré comme l'un des premiers à inclure passages du Dies Irae dans ses requiems.